# Antonius Hanssen
Johannes Michaël Josephus Antonius Hanssen (Oostrum-Venray, 18 augustus 1906 – Nijmegen, 25 juni 1958) was een rooms-katholiek bisschop. In 1958 was hij gedurende enkele maanden bisschop van het Bisdom Roermond. Hiermee was hij de zesde bisschop sinds het herstel van de bisschoppelijke hiërarchie. Vanaf 1947 was hij al coadjutor van Roermond.

## Kerkelijke loopbaan
Antoon Hanssen werd op 5 april 1930 priester gewijd en studeerde daarna aan de pauselijke rechtshogeschool te Rome. Van 1934 tot 1947 doceerde hij kerkelijk recht aan het grootseminarie van Roermond. Op 26 juli 1947 werd hij benoemd tot coadjutor van bisschop Lemmens, waarbij hij titulair bisschop werd van Birtha. Op 7 oktober 1947 werd hij bisschop gewijd. Zijn wapenspreuk luidde: Vince in bono malum (overwin het kwade door het goede).
Meer dan zijn eigen superieur drukte Hanssen samen met de toenmalige Roermondse vicaris-generaal Frans Jozef Feron (1896-1958) zijn stempel op inhoud en redactie van het meteen heftig omstreden Bisschoppelijk Mandement van 1954 over de Katholiek in het openbaar leven van deze tijd, met het verbod op lidmaatschap van socialistische vakbonden, het luisteren naar de VARA en het 'ontraden' van het lidmaatschap van de Partij van de Arbeid. Begin 1958 werd hij bisschop van Roermond, maar overleed al op 25 juni 1958 als gevolg van nierfalen. Hij werd bijgezet in de Bisschopskapel in Roermond. Tot zijn opvolger werd Petrus Moors benoemd.